# 아테네 역병

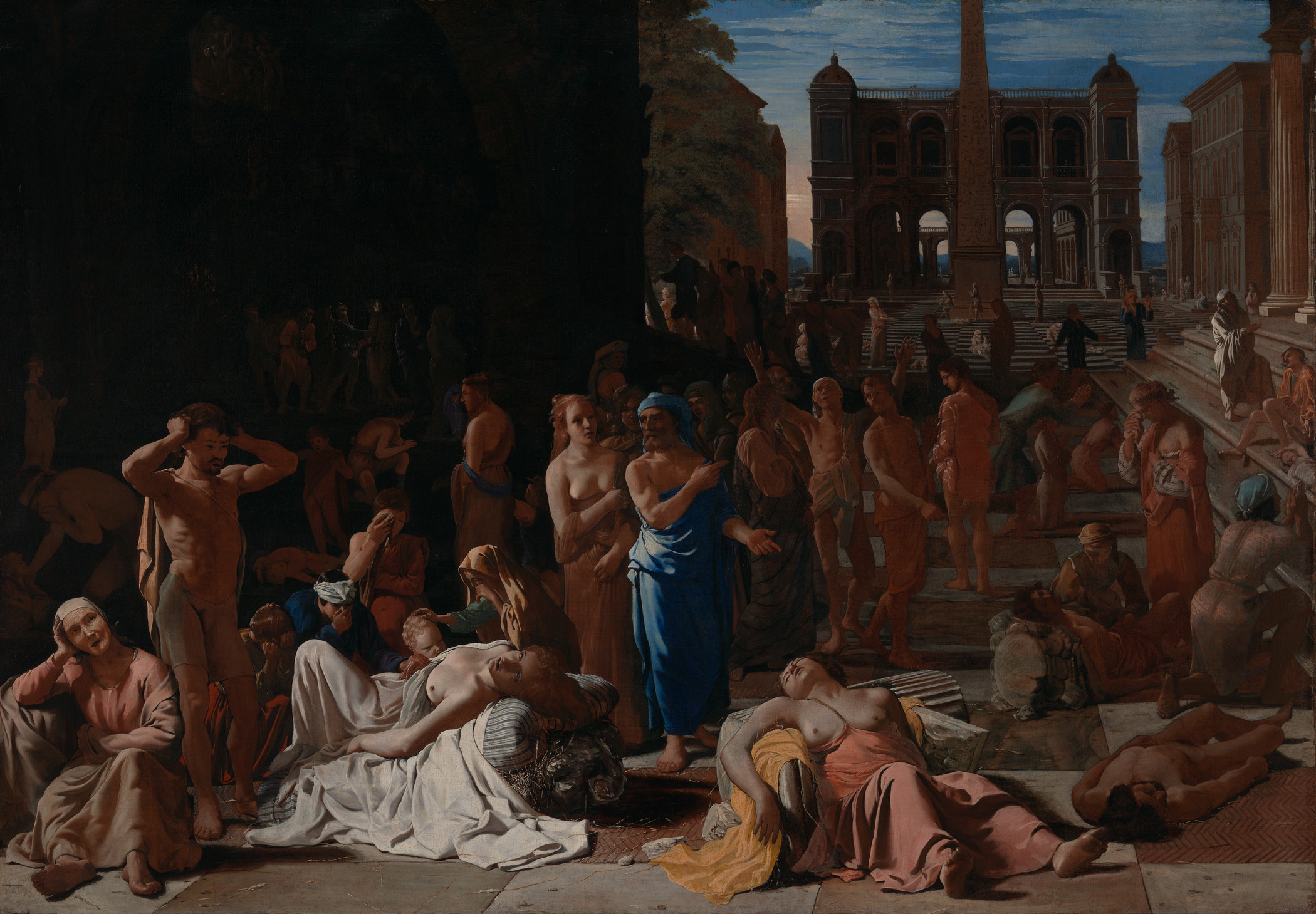
아테네의 역병, 마이클 스위어츠, 1652-1654

아테네 역병(헬라어: Λοιμός τῶν Ἀθηνῶν Loimos tôn Athênôn; 영어: Plague of Athens)은 펠로폰네소스 전쟁(기원전 430년) 2년차에 아테네의 승리가 눈 앞에 있을 때 아테네 국가 자체를 황폐화 시켰던 전염병이다. 이 전염병으로 인해 약 75,000명에서 100,000명이 사망했다. 이 전염병은 아테네 주요 항구이자 유일한 식량 공급원인 피레우스(Piraeus)를 통해서 아테네의 주요 도시로 퍼진 것으로 추정된다. 많은 동부 지중해의 지역에서 동일 질병이 발생했지만, 아테네만큼 큰 영향을 끼치지는 않았다.
이 전염병은 아테네 사회에 심각한 영향을 끼쳤고, 법치주의의 약화와 종교적인 신념의 약화를 가져왔다. 또한 아테네의 지도자인 페리클레스는 전염병으로 사망했다. 기원전 429년과 기원전 427~426년 두 차례에 걸쳐 전염병이 더 발생했다. 약 30개의 병원체가 아테네 역병의 원인으로 추정되었다.

## 시대적 배경
고린도를 제외하고, 스파르타와 그 동맹국들은 토지 기반의 강한 권력을 가지고 있었고, 아테네와 비교할 수 없을 정도로 많은 수의 대군을 소집할 수 있었다.
펠로폰네소스 전쟁(BC 431 ~ BC 404) 발발: 기원전 431년에 시작된 스파르타와 그 동맹국의 공격에 아테네는 페리클레스의 지시를 따라 아테네 성벽 내로 철수해서 최소한의 방어를 진행했으며, 우수한 아테네의 해군 능력과 해양 공급 능력의 우세를 최대한 이용해 항전했다. 해군은 스파르타를 최대한 괴롭혔다. 불행하게도 이 전략은 아테네 국가의 시골에 있던 많은 인구들을 도시로 이주시켜서, 인구 과잉과 자원 부족을 불러왔다. 그 시기에 빈약한 위생과 높은 인구 밀도는 질병의 번식지가 되었고, 많은 시민들이 사망하게 되었다. 전염병의 역사에서 아테네 역병은 '전염병의 고통이 전쟁에 미치는 영향'을 잘 알려주는 사례가 되었다.
펠로폰네소스 전쟁사를 기록한 투키디데스도 전염병에 걸렸지만 살아남았고, 전염병에 대하여 기술하였다. 전염병은 그 당시 에티오피아에서 시작했고, 이집트와 리디아를 거쳐 그리스 세계로 전염되어 더 넓은 지중해 전역에 퍼졌다고 기록하였다. 인구가 밀집된 아테네에서는 질병으로 인해 인국의 약 25%가 사망에 이르렀다. 스파르타 군대는 지속적으로 타오르는 장례식 연기를 보고서 군대를 철수시켰다.

## 역병의 증상
투키디데스에 따르면, 아테네 역병은 머리에서 증상이 시작하여 신체 각 부분에 나타난다고 기술하고 있다.
- 발열
- 눈이 붉어지고 염증이 생김
- 출혈과 구취로 이어지는 인후염
- 재채기
- 음성 상실
- 기침
- 구토, 신체의 농포와 궤양
- 극도의 갈증
- 잠을 잘 수 없음
- 설사

## 역병의 원인 추정
보고된 증상과 역학을 고려하여 추정하여 학자들이 다음과 같이 추정하였다.
- 장티푸스
- 천연두
- 홍역 및 독성 쇼크
- 에볼라[6]